# Bajki dla Jasia i innych dzieci
Bajki dla Jasia i innych dzieci (oryg. Janoschs Traumstunde, dosłowne tłumaczenie „Godzina snów Janoscha”) – niemiecki serial animowany, po raz pierwszy emitowany w latach 1986–1987 i 1990. Serial ten jest oparty na twórczości niemieckojęzycznego pisarza książek dla dzieci, urodzonego w Zabrzu - Horsta Eckerta, znanego pod pseudonimem Janosch. Reżyserami serii byli Jürgen Egenolf, Uwe-Peter Jeske, oraz Wolfgang Urchs. Prawie każdy odcinek zawiera dwie, niezależne od siebie historie. W niektórych przypadkach jeden odcinek zawierał jedną dłuższą, albo trzy, lub cztery krótsze bajki. Każdy odcinek rozpoczynał się przemową niedźwiedzia narratora, który wciągał na drzewo białe płótno z napisem „Janosch Traumstunde”.

## Emisja
W Niemczech Zachodnich pierwszy sezon emitowano od dwunastego października 1986 do czwartego stycznia 1987 roku. Z kolei drugi sezon nadawano w Niemczech od siódmego stycznia do drugiego kwietnia 1990 roku. Obydwa sezony Janoschs Traumstunde wyemitowano na stacji ARD. Wznowienie serialu nastąpiło w Niemczech na stacji Kika od ósmego kwietnia 2007 do piątego kwietnia 2008. W Stanach Zjednoczonych serial był wyświetlany głównie na stacji Nickelodeon w 1994 roku. W Polsce pod nazwą Bajki dla Jasia i innych dzieci serię nadawano w latach 1998–1999 na TVP 1 w godzinach porannych, zazwyczaj między godziną siódmą, a dziewiątą. Narratorem polskiej wersji był Artur Barciś.

## Kontrowersje
W Polsce "Bajki dla Jasia i innych dzieci" wywołały kontrowersje z powodu niemoralnych zachowań niektórych bohaterów bajek w kontekście oglądalności przez najmłodszych widzów, jak choćby na przykład w dziesiątej minucie odcinka siódmego pierwszej serii, kiedy pasażerowie ślimaka (był środkiem komunikacji) chowają się przed kontrolerem biletów, lub w dziewiątej minucie ostatniego odcinka drugiej serii, gdy chłopiec nie pomaga zającowi, który wpadł we wnyki. Innym przykładem kontrowersji jest pobicie człowieka przez psa i kota pod koniec bajki zatytułowanej "Herr Korbes will klein Hühnchen küssen" w siódmym odcinku drugiej serii.

## Wersja niemiecka
Narratorzy:
- Hans-Joachim Krietsch
- Peter René Körner

Pozostała obsada:
- Christian Albus
- Günter Dybus
- Joachim Kerzel
- Trude Herr
- Hildegard Krekel
- Luigi Pelliccioni

## Spis odcinków
Poniżej podano tytuły odcinków w oryginale i daty emisji również. Część z polskich tytułów można znaleźć w artykule o Janoschu w zakładce "Bibliografia".

### Sezon pierwszy
- 1. Oh, wie schön ist Panama/Popov und die Geschichte vom Schloss - 12.10.1986
- 2. Post für den Tiger/Traumstunde für Siebenschläfer - 19.10.1986
- 3. Die Grille und der Maulwurf/Komm, wir finden einen Schatz - 26.10.1986
- 4. Der Josa mit der Zauberfidel - 2.11.1986
- 5. Der Quasselkasper - 9.11.1986
- 6. Der unsichtbare Indianer - 16.11.1986
- 7. Die Schneckenbahn hat zwölf Stationen/Das Lumpengesindel - 23.11.1986
- 8. Drei Räuber und ein Rabenkönig/Das Regenauto - 30.11.1986
- 9. Das Tigerschweinchen/Kleiner Hase Baldrian - 7.12.1986
- 10. Honigblumen schmecken süss/Oh, wie einsam ist die Luft - 14.12.1986
- 11. Wolkenzimmerhaus/Ich mach dich gesund, sagte der Bär - 21.12.1986
- 12. Kleines Schiff Pyjamahose/Das Schneepferdchen-Rennen
- 13. Das schöne Leben des Hasen Robinson/Ade, kleines Schweinchen - 4.01.1987

### Sezon drugi
- 1. Der Quasselkaspar ist reich - 7.01.1990
- 2. Der Froschkönig/Die Tigerente und der Frosch/Der Frosch, der fliegt - 14.01.1990
- 3. Der Rabe Josef - 21.01.1990
- 4. Das Geheimnis des Herrn Schmidt/Kasper Mütze - Wie man einen Riesen foppt - 28.01.1990
- 5. Ein Kanarienvogelfederbaum/Der Frosch ist ein Großmaul/Hasenmotor, Antrieb vorn/Schnuddel fängt einen Hasen - 4.02.1990
- 6. Löwenzahn und Seidenpfote - 11.02.1990
- 7. Der Frosch und die Ziege/Der Esel und die Eule/Herr Korbes will Klein Hühnchen küssen/Das Schweinchen und der Wolf - 18.02.1990
- 8. Lukas Kümmel - 25.02.1990
- 9. Antek Pistole aus Margarinien - 4.03.1990
- 10. Ein Fremder mit Sporen - 11.03.1990
- 11. Hasenkinder sind nicht dumm - 18.03.1990
- 12. Das kleine Krokodil/Ach, lieber Schneemann - 25.03.1990
- 13. Der Wettlauf zwischen Hase und Igel/Riesenparty für den Tiger - 2.04.1990